# Cryptocephalus krutovskyi
Cryptocephalus krutovskyi là một loài bọ cánh cứng trong họ Chrysomelidae. Loài này được Jacobson miêu tả khoa học năm 1900.